# Ashley Hamilton
Ashley George Hamilton Collins (ur. 30 września 1974 w Los Angeles) – amerykański aktor, komik, autor tekstu piosenek i wokalista.

## Życiorys

### Wczesne lata
Urodził się w Los Angeles w stanie Kalifornia jako syn Alany Kaye Collins, byłej modelki Ford Models/aktorki (m.in. Zabawna dama z Barbrą Streisand i Szybka zmiana z Goldie Hawn), i aktora George’a Hamiltona. Wychowywał się w Hollywood. Miał zaledwie trzy lata gdy jego rodzice rozwiedli się 13 października 1976. Jego matka 6 kwietnia 1979 ponownie wyszła za mąż za piosenkarza Roda Stewarta, z którym miała córkę Kimberly Alanę (20 sierpnia 1979) i syna Seana Rodericka (ur. 1 września 1980), ale 2 lutego 1984 rozwiodła się. Jego ojciec z nieformalnego związku z Kimberly Blackford (1997–99) miał syna George’a Thomasa (ur. 1999).

### Kariera
Po raz pierwszy pojawił się na dużym ekranie w wieku 19 lat w komedii familijnej Beethoven 2 (Beethoven’s 2nd, 1993). Później zagrał jeszcze w przygodowym filmie sensacyjnym Zagubieni w Afryce (Lost in Africa, 1994), dramacie Nie takie gładkie drzewa (Not Even the Trees, 1998) i komedii Off Key (2001) u boku swojego ojca. Na małym ekranie grał postać Cole’a Deschanela w czternastu odcinkach opery mydlanej NBC Sunset Beach (1997), ale zaledwie miesiąc po premierze rolę tę przejął Eddie Cibrian.
Potem rozpoczął karierę muzyczną, a także stand-up, pojawiając się w hollywoodzkim impro, The Comedy Store i Room 5 w Los Angeles. Zadebiutował jako autor tekstów piosenek swojego przyjaciela Robbiego Williamsa, m.in. „Come Undone” – drugiego singla promującego album Escapology (2002). 13 maja 2003 roku ukazał się jego debiutancki singel z piosenką „Wimmin”.
Od 21 do 23 września 2009 brał udział w dziewiątym sezonie programu Dancing with the Stars, gdzie zajął 16. miejsce (na 16 możliwych) jego partnerką była Edyta Śliwińska.
W filmie Iron Man 3 (2013) z udziałem Roberta Downeya Jr. wystąpił jako rządowy cyborg Taggart.

## Życie prywatne
Był dwukrotnie żonaty. Kilka tygodni po zapoznaniu z aktorką Shannen Doherty, powszechnie znaną z roli Brendy Walsh w telewizyjnym serialu dla młodzieży Beverly Hills, 90210, mając 19 lat ożenił się 24 września 1993. Byli razem gośćmi Saturday Night Live (1993). Małżeństwo jednak nie trwała długo, gdyż Doherty złożyła pozew o rozwód po zaledwie pięciu miesiącach. 7 listopada 1994 oficjalnie rozwiedli się. 1 grudnia 1996 poślubił aktorkę i modelkę Angie Everhart. Związek przetrwał do marca 1997. Był też związany z modelką Bobbie Brown, aktorką Claire Stansfield, aktorką Sarą Foster (2000) i fotomodelką Teutą Memedi (2008), a także krótko zaręczony z modelką Claudią Haro, z którą ożenił się Joe Pesci.
W 2013 w wywiadzie dla magazynu „People” ujawnił, że jako nastolatek walczył z anoreksją i bulimią.

## Filmografia

### Filmy fabularne
- 1993: Beethoven 2 (Beethoven’s 2nd) jako Taylor Devereaux
- 1994: Zagubieni w Afryce (Lost in Africa) jako Michael
- 1998: Nie takie gładkie drzewa (Not Even the Trees)
- 2001: Sluts & Losers jako Ben
- 2001: Off Key jako Maurice
- 2006: Dreamweaver (TV) jako Weaver
- 2008: Sunday School Musical jako osoba w tle
- 2010: P Lo's House (TV) jako Ashley / Fundusz Powierniczy Atty
- 2012: Lost Angeles jako Bruce
- 2013: Iron Man 3 jako Taggart
- 2014: Phantom Halo jako Donny
- 2015: Cats Dancing on Jupiter jako Kurt
- 2016: Rules Don't Apply jako Rudolf

### Seriale TV
- 1997-98: Sunset Beach jako Cole St.John / Cole Deschanel
- 2003: Oz jako Stanley Bukowski
- 2012: Femme Fatales jako Devlin Grant
- 2015: Statyści (Extra) w roli samego siebie